# Taça Europeia Feminina de Hóquei em Patins de 2007–08
A Taça Europeia Feminina 2007/08 foi a 2ª edição da Taça Europeia Feminina de Hóquei em Patins organizada pela CERH. A fase final foi disputada nas vilas da Mealhada e Luso em Portugal, por 8 equipas, divididas em 2 grupos de 4, apurando-se os 2 primeiros classificados de cada grupo para as meias finais.

## Taça Europeia Feminina 2007/08
As equipas classificadas são: 
| Taça Feminina 2007/08 | Taça Feminina 2007/08 | Taça Feminina 2007/08 |
| --------------------- | --------------------- | --------------------- |
| Biesca Gijón HC       | CP Voltregá           | CH Mataró             |
| HC Mealhada           | Fundação Nortecoope   | CD Nortecoope         |
| US Coutras            | CS Noisy le Grand     |                       |
| Montreux HC           | RHC Diessbach         |                       |
| SKG Herringen         | TUS Dusseldorf        |                       |
| CRESH Eboli           |                       |                       |

## Pré-Eliminatória
| J | Visitado            | Resultado | Visitante      | 1ª Mão | 2ª Mão |
| 1 | CRESH Eboli         | 0-15      | CH Mataró      | 0-9    | 0-6    |
| 2 | HC Mealhada         | 12-4      | RHC Diessbach  | 4-2    | 8-2    |
| 3 | Fundação Nortecoope | 8-3       | TUS Dusseldorf | 4-2    | 4-1    |
| 4 | CS Noisy le Grand   | 8-4       | CD Nortecoope  | 3-2    | 5-2    |
| 5 | Montreux HC         | 5-9       | US Coutras     | 2-2    | 3-7    |

## Fase Grupos

### Grupo A
| Equipa              | Pts | J | V | E | D | GM | GS | DG |
| ------------------- | --- | - | - | - | - | -- | -- | -- |
| Fundação Nortecoope | 7   | 3 | 2 | 1 | 0 | 11 | 2  | 9  |
| Biesca Gijón HC     | 4   | 3 | 1 | 1 | 1 | 7  | 7  | 0  |
| CH Mataró           | 3   | 3 | 1 | 0 | 2 | 3  | 5  | -2 |
| CS Noisy le Grand   | 3   | 3 | 1 | 0 | 2 | 9  | 16 | -7 |

1ª Jornada 22 de Maio de 2008
|                   | Jogo |                     |
| ----------------- | ---- | ------------------- |
| Biesca Gijón HC   | 1-0  | CH Mataró           |
| CS Noisy le Grand | 1-8  | Fundação Nortecoope |

2ª Jornada 23 de Maio de 2008
|                     | Jogo |                   |
| ------------------- | ---- | ----------------- |
| CH Mataró           | 3-2  | CS Noisy le Grand |
| Fundação Nortecoope | 1-1  | Biesca Gijón HC   |

3ª Jornada 23 de Maio de 2008
|                     | Jogo |                 |
| ------------------- | ---- | --------------- |
| Fundação Nortecoope | 2-0  | CH Mataró       |
| CS Noisy le Grand   | 6-5  | Biesca Gijón HC |

### Grupo B
| Equipa        | Pts | J | V | E | D | GM | GS | DG  |
| ------------- | --- | - | - | - | - | -- | -- | --- |
| CP Voltregá   | 9   | 3 | 3 | 0 | 0 | 16 | 4  | 12  |
| US Coutras    | 4   | 3 | 1 | 1 | 1 | 6  | 6  | 0   |
| HC Mealhada   | 4   | 3 | 1 | 1 | 1 | 9  | 10 | -1  |
| SKG Herringen | 0   | 3 | 0 | 0 | 3 | 4  | 15 | -11 |

1ª Jornada 22 de Maio de 2008
|             | Jogo |               |
| ----------- | ---- | ------------- |
| CP Voltregá | 4-0  | US Coutras    |
| HC Mealhada | 5-2  | SKG Herringen |

2ª Jornada 23 de Maio de 2008
|             | Jogo |               |
| ----------- | ---- | ------------- |
| HC Mealhada | 1-1  | US Coutras    |
| CP Voltregá | 5-1  | SKG Herringen |

3ª Jornada 23 de Maio de 2008
|               | Jogo |             |
| ------------- | ---- | ----------- |
| SKG Herringen | 1-5  | US Coutras  |
| CP Voltregá   | 7-3  | HC Mealhada |

## Fase Final

### 5º ao 8º Lugar
|  | Eliminatória      | Eliminatória |   |                   | 5º e 6º Lugar | 5º e 6º Lugar |  |
|  |                   |              |   |                   |               |               |  |
|  | 24 Maio           |              |   |                   |               |               |  |
|  | SKG Herringen     | 1            |   |                   |               |               |  |
|  | CH Mataró         | 3            |   |                   |               |               |  |
|  |                   |              |   |                   |               |               |  |
|  |                   |              |   |                   | 25 Maio       |               |  |
|  |                   |              |   |                   | HC Mealhada   | 0             |  |
|  |                   | CH Mataró    | 1 |                   |               |               |  |
|  |                   |              |   |                   |               |               |  |
|  |                   |              |   |                   |               |               |  |
|  |                   |              |   |                   | 7º e 8º Lugar |               |  |
|  | 24 Maio           | 24 Maio      |   | 25 Maio           | 25 Maio       |               |  |
|  | CS Noisy le Grand | 2            |   | CS Noisy le Grand | 1             |               |  |
|  | HC Mealhada       | 3            |   |                   | SKG Herringen | 3             |  |

### Apuramento Campeão
|  | Semifinais          | Semifinais          |   |                 | Final          | Final |  |
|  |                     |                     |   |                 |                |       |  |
|  | 24 Maio             |                     |   |                 |                |       |  |
|  | Biesca Gijón HC     | 0                   |   |                 |                |       |  |
|  | CP Voltregá         | 1                   |   |                 |                |       |  |
|  |                     |                     |   |                 |                |       |  |
|  |                     |                     |   |                 | 25 Maio        |       |  |
|  |                     |                     |   |                 | CP Voltregá    | 2     |  |
|  |                     | Fundação Nortecoope | 1 |                 |                |       |  |
|  |                     |                     |   |                 |                |       |  |
|  |                     |                     |   |                 |                |       |  |
|  |                     |                     |   |                 | Terceiro lugar |       |  |
|  | 24 Maio             | 24 Maio             |   | 25 Maio         | 25 Maio        |       |  |
|  | US Coutras          | 0                   |   | Biesca Gijón HC | 2              |       |  |
|  | Fundação Nortecoope | 2                   |   |                 | US Coutras     | 0     |  |

| Vencedoras Taça Europeia Feminina 2007–08 |
| CP Voltregá (1ª)                          |

## Ligações Externas
- CERH website

### Internacional
- Ligações para todos os sítios de hóquei
- Mundook- Sítio com notícias de todo o mundo do hóquei
- Hoqueipatins.com - Sítio com todos os resultados de Hóquei em Patins